# Kate Loder

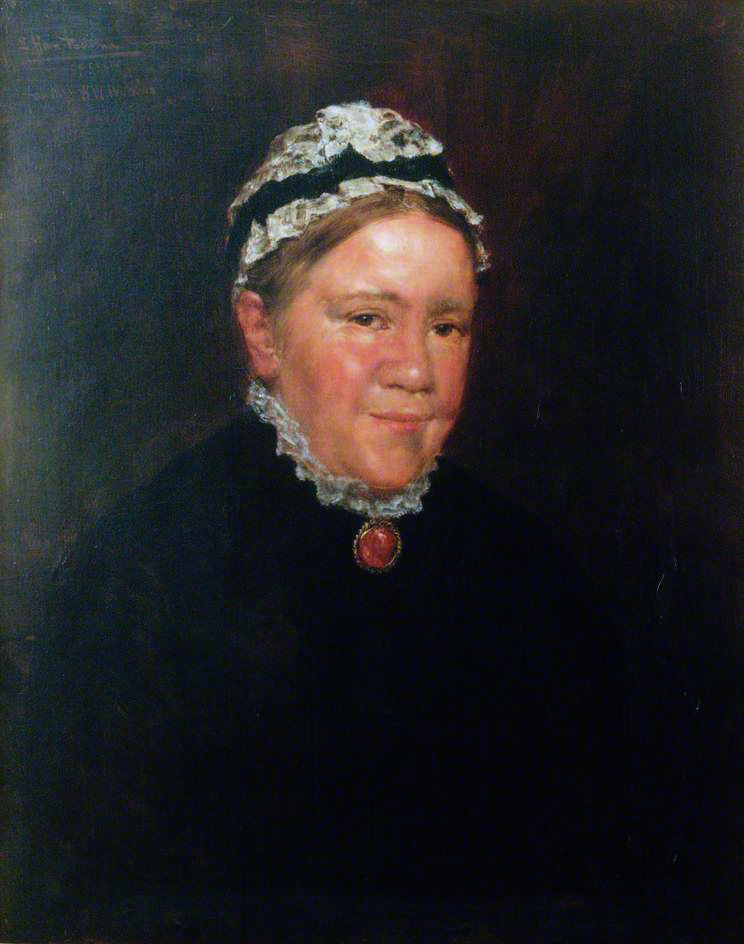
Kate Loder

Kate Fanny Loder (durch Ehe Kate, Lady Thompson, * 21. August 1825 (oder 1826?) in Bath; † 30. August 1904 in Headley (Surrey)) war eine englische Pianistin und Komponistin.

## Leben und Werk
Kate Loder zeigte früh musikalische Begabung und erhielt Klavierunterricht. Als Dreizehnjährige wurde sie an der Royal Academy of Music in London aufgenommen, wo sie bei Lucy Anderson Klavier und bei Charles Lucas Komposition studierte, möglicherweise auch bei Cipriani Potter. 1839 und 1841 gewann sie jeweils ein königliches Stipendium. 1840 trat sie erstmals als Pianistin bei Konzerten der Royal Academy öffentlich in Erscheinung, spielte 1844 in Her Majesty’s Theatre das 1. Klavierkonzert von Felix Mendelssohn in Anwesenheit des Komponisten und konzertierte 1847 im Rahmen der Royal Philharmonic Society mit dem 2. Klavierkonzert von Weber. 
Kate Loder hatte zahlreiche Privatschüler und erhielt 1844 einen Lehrauftrag für Harmonielehre an der Royal Academy. 1851 heiratete sie den Chirurgen Henry Thompson (1820–1904), behielt ihre Position an der Royal Academy jedoch weiterhin. Seit ihr Gatte 1867 in den Ritterstand erhoben wurde, führte sie den Höflichkeitstitel Lady Thompson. Ab 1851 zog sie sich allmählich, 1854 dann nahezu ganz vom Konzertpodium zurück. Zu den Gästen ihres Salons in der Londoner Wimpole Street zählten Joseph Joachim und Clara Schumann. 1871 erklang in ihrem Haus erstmals in England das Deutsche Requiem von Brahms in der Fassung mit zwei Klavieren, die sie gemeinsam mit Cipriani Potter spielte. Ab den 1870er-Jahren traten zunehmende Lähmungserscheinungen auf. 
Kate Loder trat auch als Komponistin hervor. In ihrem Œuvre finden sich die Oper L’elisir d’amore, eine 1844 an der Royal Academy uraufgeführte Ouvertüre, zwei Streichquartette und weitere Werke für kammermusikalische Besetzung bzw. Klavier solo, Orgelstücke sowie Lieder.

## Einzelnachweis
1. ↑  Hanna Bergmann, Art. "Loder Kate". In: Lexikon "Europäische Instrumentalistinnen des 18. und 19. Jahrhunderts", hrsg. von Freia Hoffmann, 2009.

| Personendaten    | Personendaten                       |
| ---------------- | ----------------------------------- |
| NAME             | Loder, Kate                         |
| ALTERNATIVNAMEN  | Thompson, Kate                      |
| KURZBESCHREIBUNG | englische Pianistin und Komponistin |
| GEBURTSDATUM     | 21. August 1825                     |
| GEBURTSORT       | Bath                                |
| STERBEDATUM      | 30. August 1904                     |
| STERBEORT        | Headley (Surrey)                    |